# Nephtys lyrochaeta
Nephtys lyrochaeta är en ringmaskart som beskrevs av Fauvel 1902. Nephtys lyrochaeta ingår i släktet Nephtys och familjen Nephtyidae. Inga underarter finns listade i Catalogue of Life.